# Hepneriana horneata
Hepneriana horneata är en insektsart som först beskrevs av Sohi 1977.  Hepneriana horneata ingår i släktet Hepneriana och familjen dvärgstritar. Inga underarter finns listade i Catalogue of Life.